# Johan van der Meer (Dirigent)

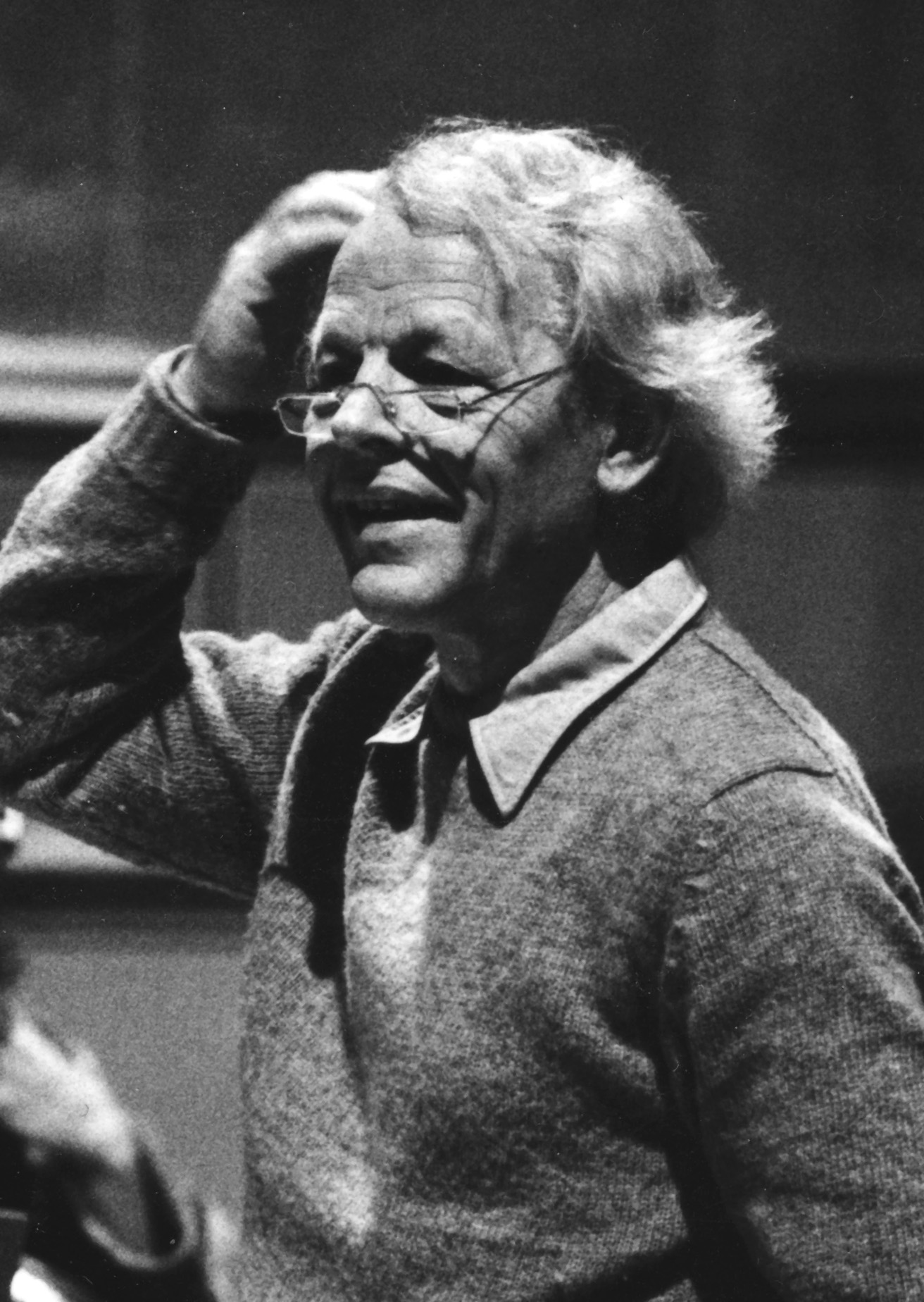
Johan van der Meer während Probearbeiten, 1980

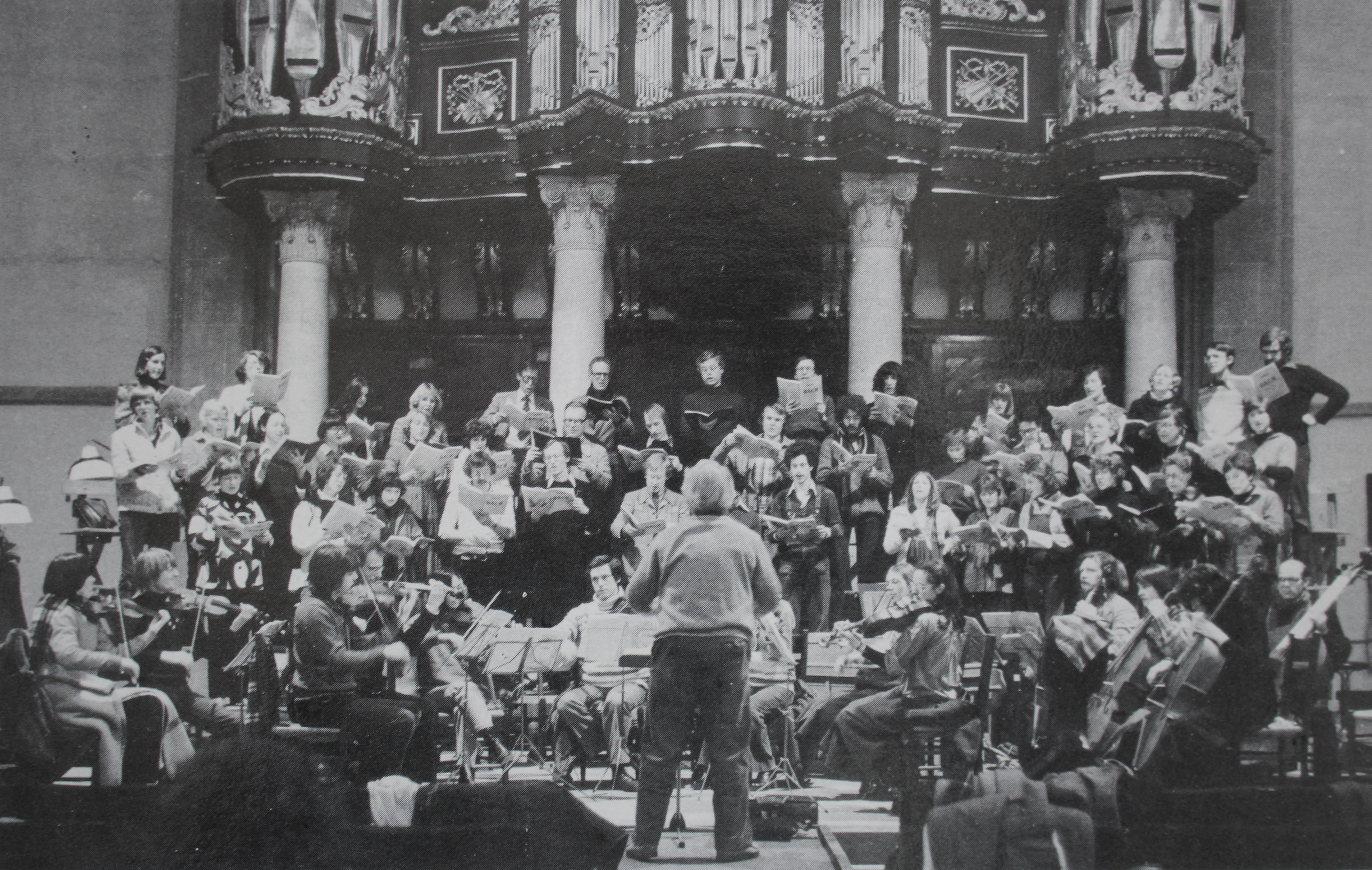
Johannespassion von J. S. Bach in der Martinikerk Groningen, 1979

Johan van der Meer (* 26. November 1913 in Noordhorn, NL; † 24. April 2011 in Achim) war ein niederländischer Dirigent und Pionier auf dem Gebiet der Historischen Aufführungspraxis.

## Leben
Nach dem Schulbesuch in Groningen studierte Johan van der Meer Maschinenbau und arbeitete 1941 und 1942 als Technischer Zeichner / Konstrukteur für die Flugzeugfirma Fokker in Amsterdam. 1943 zurück in Groningen studierte er Klavier, legte das Staatsexamen im Fach Klavier ab und wurde im selben Jahr Klavierlehrer an der Stedelijke Muziekschool in Groningen. Im Jahr 1945 gründete er auf Anregung von Gerardus van der Leeuw den Chor Groningse Bachvereniging, der aus Amateuren und semi-professionellen Sängern bestand. 1946 gab er seinen Beruf auf und besuchte das Koninklijk Conservatorium Den Haag für das Fach Orchesterleitung. In den 1950er Jahren dirigierte er weitere Chöre, wie den Männerchor Gruno (Koninklijk mannenkoor Gruno, ab 1953) und die Leeuwarder Bachvereniging (1955–1957), später auch den A-cappella-Chor Bragi. Mit der Errichtung des Conservatorium in Groningen, dem späteren Prins Claus Conservatorium, wurde er 1963 zum Dozenten für Klavier und theoretische Fächer berufen. In den Jahren 1976–1978 war er auch dessen Direktor.
Während die Groningse Bachvereniging in den ersten 25 Jahren Musik aus Epochen vom 15. bis 20. Jahrhundert und verschiedenen Stilperioden sang, wandte sich Van der Meer unter dem Einfluss von Harald Vogel seit 1969 der historischen Chorpraxis zu. Beim allmählichen Übergang von einem klassischen Chor zu einem Barockchor bildete die Einführung einer niedrigeren Tonhöhe um einen Halbton (a1 = 415 Hz) einen entscheidenden Einschnitt, der zum Austritt etlicher Mitglieder führte. Van der Meers Ansichten führten auch zu Spannungen mit der Groninger Orkestvereniging (1961 in Noordelijk Filharmonisch Orkest unbenannt), das viele Jahre der feste orchestrale Begleiter der Groningse Bachvereniging war. Als das Orchester für eine Aufführung von Bachs Magnificat nicht zur Verfügung zu stehen schien, gewann Van der Meer stattdessen Nikolaus Harnoncourt mit seinem Concentus Musicus Wien, den er kurz zuvor bei den „Bremer Tagen für Alte Musik“ kennengelernt hatte. Auf diese Weise verhalf „der dortige Chorpapst Johan van der Meer“ aus Groningen Harnoncourt in den Niederlanden zum Durchbruch.
Charakteristisch für die Groningse Bachvereniging waren eine dramatische Textdeklamation im Sinne der musikalischen Rhetorik, ein glasklarer, natürlicher Klang ohne ständiges Vibrato, die Begleitung durch Originalinstrumente und maßvolle, nicht zu schnelle Tempi. Unter seinen Einspielungen sind die Vokalwerke von Komponisten wie Heinrich Schütz, Josquin Desprez, Jan Pieterszoon Sweelinck und Georg Friedrich Händel, vor allem aber Johann Sebastian Bach zu nennen.
Mit dem Chor führte er 1973 Bachs Matthäuspassion zum ersten Mal in den Niederlanden in historischer Spielweise auf. Hierfür hatte er Gustav Leonhardt um Unterstützung gebeten und verschiedene niederländische Musiker, die Gebrüder Kuijken und das Alarius Ensemble aus Brüssel eingeladen. In diesem Projekt sangen die Solisten Marius van Altena (Evangelist), Max van Egmond (Christus), drei Knabensolisten des Tölzer Knabenchors, René Jacobs (Altus), Harry Geraerts und Michiel ten Houte de Lange (Tenor) sowie Frits van Erven Dorens und Harry van der Kamp (Bass). An den Orgeln wirkten Ton Koopman und Bob van Asperen mit. Um eine mögliche Rufschädigung der Groningse Bachvereniging zu vermeiden, aber auch um nicht in Konkurrenz zu den populären Aufführungen wie beispielsweise der Nederlandse Bachvereniging in Naarden und des Concertgebouw-Orchester in Amsterdam zu treten, wurden 1973 die unverdächtigen Orte Sappemeer und Schiedam gewählt. Die beiden Konzerte waren jedoch ein Erfolg, die den Ruf Van der Meers festigten und eine wichtige Wegmarke in der niederländischen Alte-Musik-Bewegung darstellten.
Johan van der Meer galt als von seiner Sichtweise tief überzeugt, äußerst kritisch und bei Widerständen kompromisslos. Gleichzeitig war er durch seinen Enthusiasmus lange Zeit Katalysator für die Zusammenarbeit großer Künstler, zu denen Gustav Leonhardt mit seinem Leonhardt-Consort, Ton Koopman und dem Amsterdam Baroque Orchestra, Peter Kooij sowie Sigiswald Kuijken mit La Petite Bande zählten. Van der Meers Abschiedskonzert war die Aufführung von Georg Friedrich Händels Israel in Egypt im Oktober 1982. Ein letztes Mal trat Van der Meer 1983 beim Eröffnungskonzert des Dollart-Festivals auf, als er mit einem speziell zusammengestellten Chor die Motetten und Fest- und Gedenksprüche von Johannes Brahms von ihrer barocken Tradition her aufführte. Nach einer Übergangszeit, in der gastweise Jos van Veldhoven die Groningse Bachvereniging leitete, trat der Rein de Vries, der bisher im Bass mitgesungen hatte, die Nachfolge als Dirigent an. 1989 erfolgte die Auflösung des Chors, der teilweise in die Capella Groningen aufging.
Zu diesem Zeitpunkt waren Johan und Hedwig van der Meer bereits nach Quelkhorn bei Bremen umgezogen. Johan van der Meer hatte mit seiner ersten Frau Geesje Rinske Heidinga († 1. Oktober 1975) zwei Töchter und einen Sohn, Richte van der Meer, der Barockcellist wurde. Am 23. August 1978 heiratete er Hedwig van der Meer geb. Metzger (* 1943), die in der Groningse Bachvereniging Sopran sang. Bis ins hohe Alter setzte sich Van der Meer für die historische Aufführungspraxis ein. In den späten Jahren zog er sich immer mehr aus dem öffentlichen Leben zurück und starb am Ostersonntag 2011 im Alter von 97 Jahren.

## Aufnahmen/Tonträger
- Heinrich Schütz: Symphoniae sacrae. Groningse Bachvereniging, Berliner Ensemble für Alte Musik. 1972.
- Johann Sebastian Bach: Matthäus-Passion (Auszüge). Solisten des Tölzer Knabenchors, René Jacobs, Marius van Altena, Harry Geraerts, Michiel ten Houte de Lange, Max van Egmond, Harry van der Kamp, Frits van Erven Dorens, Groningse Bachvereniging, Leonhardt-Consort, Alarius Ensemble. musica da camera, 1973.
- Jan Pieterszoon Sweelinck: Pseaumes de David. Groningse Bachvereniging. 1974.
- Johann Sebastian Bach: Hohe Messe. (Auszüge). Knabensopran des Tölzer Knabenchors, Kevin Smith, Marius van Altena, Max van Egmond, Groningse Bachvereniging, La Petite Bande. 1975.
- Johann Sebastian Bach: Johannes-Passion. Marjanne Kweksilber, Charles Brett, Marius van Altena, Harry Geraerts, Max van Egmond, Harry van der Kamp, Groningse Bachvereniging. Fiori musicali, 1979.
- Christoph Demantius: Deutsche Passion nach dem Evangelisten St. Johannes und Weissagung nach Jesaja 53 sowie Orgelwerke von Samuel Scheidt. Groningse Bachvereniging, Cleveland Johnson, 1981.
- Georg Friedrich Händel: Israel in Egypt. Mieke van der Sluis, Hedwig van der Meer, John York Skinner, Theo Altmeyer, Peter Kooij, Harry van der Kamp, Groningse Bachvereniging. Fiori musicali, 1983.